# Csonszung állomás
Csonszung állomás (hangul: 전승역, Csonszung-jok, handzsa: 戰勝驛, RR: Chŏnsŭng-yŏk, ’Hódítás’) állomás Észak-Koreában, Phenjan Moranbong-kujok (Moranbong-kuyŏk) városrészén, a phenjani metró vonalán. 1975. szeptember 9-én adták át. Az állomás közelében található a Phenjani Metrómúzeum és a Csonu (Chŏnu) állomás.
| Hjoksin vonal                              | Hjoksin vonal | Hjoksin vonal                           |
| ------------------------------------------ | ------------- | --------------------------------------- |
| Hjoksin (Hyŏksin) Kvangbok (Kwangbok) felé | metróvonal    | Szamhung (Samhŭng) Ragvon (Ragwŏn) felé |